# عبد الرزاق بوكبة
عبد الرزاق بوكبّة شاعر، وروائي، وإعلامي جزائري من مواليد عام 1977 المنصورة ، ولاية برج بوعريريج.
دَرَس بجامعة سطيف ، كلية الأدب ، ثم حصل على ليسانس الأدب ، عام 1996.

## •• حياته العملية والعلمية
تخرج عبد الرزاق بوكبة من كلية الأدب ، جامعة سطيف ؛ ثم حصل بعد ذلك على ليسانس الأدب ، عام 1996، ليصبح مستشاراً للمكتبة الوطنية الجزائرية.
عمل بعد ذلك كمعد ومقدم برامج ثقافية ، لدى الإذاعة الجزائرية ، من 2003 حتى الآن ؛ يعمل منذ 2018 لدى المقهى الثقافي ، ببرج بوعريريج ، (تابع لجمعية فسيلة). يكتب مقالاً أسبوعياً ، في الصحافة الجزائرية ، منذ 2007 حتى الآن.
من المحطات البارزة في مسيرته ، بمساعدة عدد من الناشطين ، أن قاموا بإطلاق مشروع بيع الخضر والفواكه ، وهي مبادرة ذاتية ؛ لتمويل نشاطهم الثقافي ، دون الالتفات إلى الجهات الرسمية .

## •• من مؤلفاته
- من دس خف سيبويه في الرمل[5] 2004
- أجنحة لمزاج الذئب الأبيض ، 2008
- رواية جلدة الظل ، 2009
- عطش الساقية. . تأملات عابرة للقار ، 2010

- نيوتن يصعد إلى التفاحة 2012
- يدان لثلاث بنات[6]
- كفن للموت[6]
- ظِـل متحجر لطائر لا يهدأ
- مسافر في البيت ، 2020 [2][3]
- وحم أعـلى المجاز
- يْبَـلّـلْ ريق الْـمَـا .. تجربة زجلية
- رقصة اليعـسوب